# Valle de Azapa
Valle de Azapa är en dal i Chile.   Den ligger i regionen Región de Arica y Parinacota, i den norra delen av landet, 1 700 km norr om huvudstaden Santiago de Chile.
Trakten runt Valle de Azapa är ofruktbar med lite eller ingen växtlighet. Runt Valle de Azapa är det ganska glesbefolkat, med 47 invånare per kvadratkilometer.